# Demande chimique en oxygène
 (février 2017).
Si vous disposez d'ouvrages ou d'articles de référence ou si vous connaissez des sites web de qualité traitant du thème abordé ici, merci de compléter l'article en donnant les références utiles à sa vérifiabilité et en les liant à la section « Notes et références ».
Pour les articles homonymes, voir DCO.
La demande chimique en oxygène (ou DCO) est la consommation en dioxygène par les oxydants chimiques forts pour oxyder les substances organiques et minérales de l'eau. C'est l'une des méthodes les plus utilisées pour évaluer la charge globale en polluants organiques d'une eau (rivières, lacs, mer, ou eaux usées ou résiduaires industrielles). C'est l'un des paramètres des normes de rejet d'eaux dans le milieu naturel, notamment utilisé en France. 
La réglementation des ICPE en particulier l’arrêté ministériel du 2/2/1998 précise que la valeur soit plafonnée lors d'un rejet dans le milieu naturel à 300 mg/L (si le flux est inférieur à 100 kg/j) et à 125 mg/L quand le flux est supérieur à 100 kg/j.
Dans le cas de rejet en station, la valeur peut être portée à 2 000 mg/L.

## Limites et interprétation
La DCO est une mesure imprécise et sujette à caution. Elle nécessite en outre des quantités significatives de produits coûteux et toxiques. 
Pour être plus précis, il est recommandé d'utiliser le COT (carbone organique total) qui est beaucoup plus fiable et qui peut même être mesuré en ligne et in situ.
Le rapport DCO/DBO permet de caractériser la biodégradabilité de l'effluent. La DBO5 (demande biochimique en oxygène) est la quantité de matières organique biodégradables en 5 jours par oxydation biochimique (oxydation par des bactéries aérobies qui tirent leur énergie de réactions d'oxydo-réduction) contenue dans l'eau à analyser. Elle ne représente que de la pollution organique carbonée biodégradable, alors que la DCO est relative à la totalité de la pollution organique. 

Dans une eau résiduaire urbaine (ERU), le rapport {\displaystyle DCO/DBO5} est de l'ordre de 2 jusqu'à 2,6.

## Analyse
L'oxydant employé classiquement est le dichromate de potassium (toxique) lors d'une réaction se faisant sous chauffage à reflux en milieu fortement acidifié pour avoir des conditions d'oxydation très sévères, d'où il résulte qu'une majeure partie des substances oxydables dissoutes dans l'eau sont consommées par la réaction. 
La DCO mesure la totalité des substances oxydables, qu'elles soient biodégradables ou non (polluants organiques persistants ou organométalliques).

### ST-DCO
La méthode ST-DCO est une micro-méthode sur tubes fermés de détermination de la demande chimique en oxygène ; cette méthode est moins consommatrice en produit chimiques. Elle est encadrée par la norme ISO 15705 : 2002.
Les mesures de méthode classique (DCO) et de méthode par tube fermés (ST-DCO) ne donnent pas les mêmes résultats. Sur eaux naturelles, la DCO donne des résultats plus élevés que l’analyse en ST-DCO. Sur eaux résiduaires, c'est l’inverse. De plus la méthode ST-DCO a tendance à donner des résultats plus répétables et reproductibles que la méthode DCO, en particulier sur eaux naturelles.

## Intérêt de cette mesure
Le dioxygène gazeux dissous étant vital pour presque toutes les espèces aquatiques, une demande excessive en dioxygène dans un milieu aquatique nuit à l'écosystème, conduisant à l'hypoxie, puis à l'anoxie, voire comme c'est le cas sur plus de 150 zones sur la planète à la constitution de vastes zones mortes. 
Les apports en dioxygène gazeux dans les eaux ont deux sources :
- la dissolution du dioxygène de l'air dans la phase liquide, favorisée par une température du gaz dissous (donc température du liquide) pas trop élevée. La raison en est simple ; elle découle directement de la loi d'Avogadro. ;
- la photosynthèse par le phytoplancton, les algues et plantes aquatiques. Elle nécessite de la lumière et toutes les autres conditions nécessaires à la vie d'un végétal, ici d'un végétal aquatique.

Un phénomène appelé eutrophisation survient quand le milieu est très riche en nutriments et qu'il favorise une prolifération d'algues qui déséquilibre le milieu. Dans l'eau devenue très turbide ou couverte de plantes, la lumière ne parvient plus aux couches de l'eau situées sous la surface, bloquant ainsi la photosynthèse des couches inférieures. De plus, les matières végétales mortes et en décomposition, génèrent leur propre demande en dioxygène, et la nuit les algues ne produisent plus d'oxygène, elles en consomment jusqu'à causer un phénomène d'anoxie (dans un milieu eutrophisé et non oxygéné).
L'eutrophisation est favorisée par la présence de nitrates et de phosphates, mais également, dans une moindre mesure par une température de l'eau élevée (été). La température est donc une double cause d'accroissement de la DCO dans les milieux aquatiques (mares, lacs, cours d'eau...).
1. température ⇒ eutrophisation ;
2. température ⇒ moins bonne solubilisation du gaz dans l'eau

## Pour réduire une DCO
Pour cela l'un ou plusieurs des systèmes suivants est ou sont utilisés :
- oxydation chimique par injection d'air, d'ozone, d'eau de Javel ou de peroxydes ;
- oxydation photochimique (UV) ;
- biodégradation jusqu'au seuil de DCO dite dure (rapport DBO5/DCO < 0.2) ;
- nanofiltration.